# Grèves de la faim des suffragettes du Women's Social and Political Union
Les grèves de la faim des suffragettes sont des actions menées de 1909 à 1914 par des militantes du Women's Social and Political Union pour obtenir du gouvernement britannique la reconnaissance de leur statut de prisonnières politiques.

## Contexte
Au Royaume-Uni, entre 1905 et le début de la Première Guerre mondiale, approximativement mille suffragettes furent emprisonnées. Une partie du mouvement féministe britannique, au XXe siècle, commence à se radicaliser en réaction à l’inefficacité de leurs précédents efforts pacifistes. Emmeline Pankhurst et sa fille Christabel Pankhurst, optant pour des actions plus radicales, créent la Women's Social and Political Union en 1903, à Manchester. Cette création marque la scission entre les suffragistes qui prônaient le recours à des moyens d'action constitutionnels et non violents, et les suffragettes qui, quant à elles, adoptent des moyens radicaux et violents. Ce second mode revendicatif n'est pas populaire à l'origine et leur vaut la qualification de « suffragettes », un terme que ces militantes se réapproprient. Ainsi, le journal du mouvement prend le nom de The Suffragette. Leurs actions qui visent les biens privés et publics et les personnes et leurs revendications atteignent un summum en 1909 lorsque les suffragettes prisonnières des centres de détention britanniques mènent des grèves de la faim pour obtenir le statut de prisonnières politiques.

## La première grève de la faim

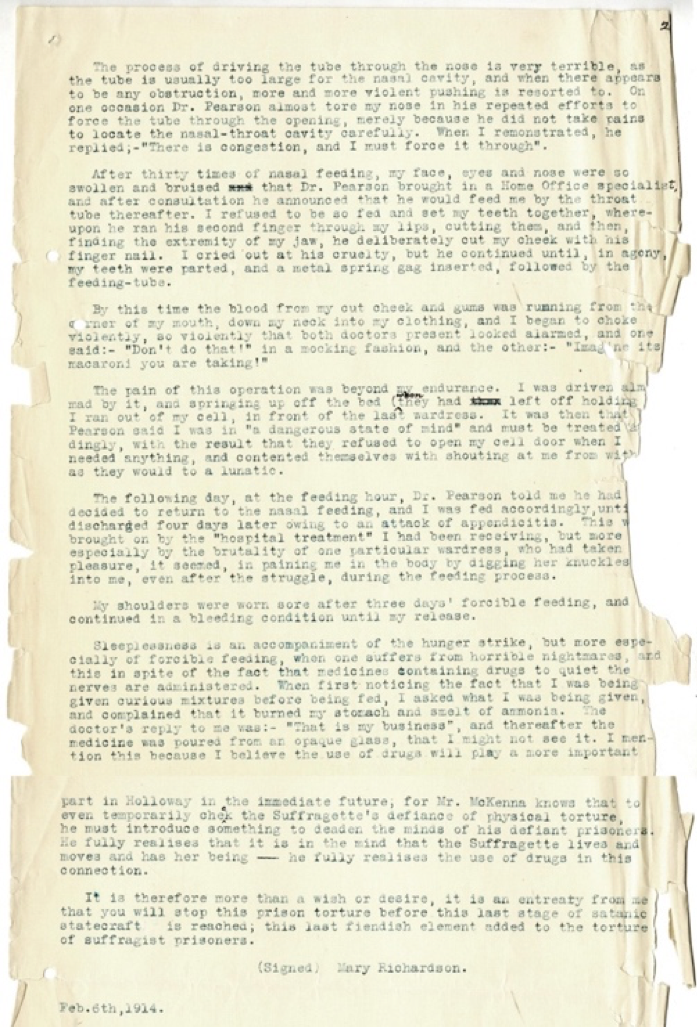
Lettre d'une prisonnière.

Cette technique de grève de la faim en prison fut utilisée par les féministes britanniques comme technique revendicative pour exiger du gouvernement qu’elles soient traitées comme des détenues politiques. La première suffragette à faire une grève de la faim fut Marion Wallace Dunlop, en juillet 1909. Marion Wallace, après plusieurs jours de jeûne se fit demander par le médecin qu’est-ce qu’elle allait manger et, parait-il, que celle-ci lui répondit « ma détermination ».  Elle perdura en grève pendant 91 jours avant d’être relâchée, car les autorités pénitentiaires craignaient pour sa vie. Certaines allèrent jusqu’à ne plus boire comme le fit Annie Kenney. À la suite de ces premières grèves de la faim, le mouvement de protestation se répandit chez les suffragettes enfermées.

## Alimentation forcée des prisonnières
Le gouvernement répondit à ces grèves de la faim par un régime d'alimentation forcée. Le 29 septembre 1909, William Gladstone, le secrétaire général, informa la chambre des communes de sa décision d’introduire le gavage forcé. Pour résumer son propos, il avait déclaré que le gavage était nécessaire pour maintenir la vie des femmes, vie qui était sacrée. En décembre de la même année, Gladstone présenta des témoignages de médecins qui assuraient que la procédure de gavage était sans danger et était nécessaire pour la santé de ces femmes.  
Cette pratique était décrite par les autorités médicales comme étant un tube de consistance molle qui était inséré, par la bouche ou le nez, pour acheminer la nourriture dans l'estomac. Elles précisaient également qu’il ne fallait qu’une force minime pour cette intervention et que celle-ci n’était pas nécessairement douloureuse. 
Une fois la procédure approuvée par le gouvernement, les autorités pénitentiaires la mettent en œuvre. Cette pratique impliquait les gardiens de prison, les gardiennes et le personnel médical qui retenaient la prisonnière ou qui lui inséraient le tube de caoutchouc dans la bouche ou dans le nez.  L’insertion du tube terminé, celui-ci était rempli de mélange liquide fait à partir de lait et d’œufs qui était directement déversé dans l’estomac de la détenue.
Les suffragettes qui se débattaient et luttaient contre le gavage pouvaient avoir des « dents cassées, des saignements, des vomissements et des étouffements (lorsque la nourriture était accidentellement versée dans les poumons) ». Quelques femmes se firent gaver de force plus de 200 fois.

## Témoignages

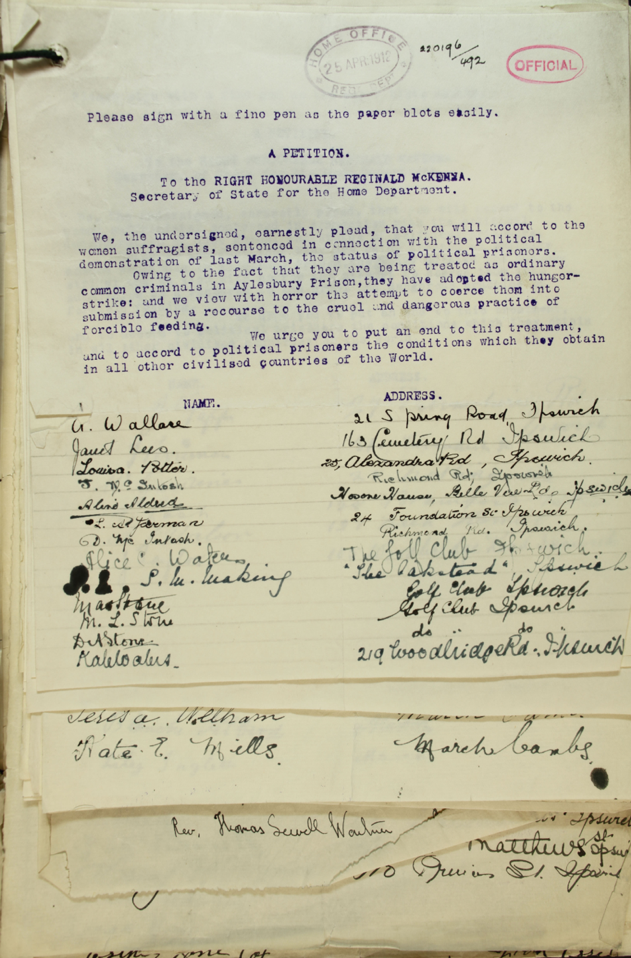
Pétition contre le gavage des prisonnières.

### Témoignage d’Emmeline Pankhurst
« My gums, when they prised them open, were always sore and bleeding, with bits of loose and jagged flesh… sometimes the tube was coughed up two or three times before they finally got it down. Sometimes, but not usually as I was generally too much agitated by then – I felt the tube go right down into the stomach; a sickening, terrifying sensation, especially when it reached the breast. »
Elle écrit aussi dans son autobiographie : 
« Holloway became a place of horror and torment. Sickening scenes of violence took place almost every hour of the day, as doctors went from cell to cell performing their hideous office…I shall never while I live forget the suffering I experienced during the days when those cries were ringing in my ears. »

### Témoignage de Frances Parker
Le gavage forcé était appliqué de manière violente, comme le témoigne Frances Parker, victime de cette pratique qui s’apparente à un « viol » pour la nourrir. Cette suffragette témoigne d’un gavage forcé par le rectum dans la Perth Prison, en 1914 :  
« Thursday morning, 16th July... the three wardresses appeared again. One of them said that if I did not resist, she would send the others away and do what she had come to do as gently and as decently as possible. I consented. This was another attempt to feed me by the rectum, and was done in a cruel way, causing me great pain. She returned some time later and said she had ‘something else’ to do. I took it to be another attempt to feed me in the same way, but it proved to be a grosser and more indecent outrage, which could have been done for no other purpose than torture. It was followed by soreness, which lasted for several days. »
Lorsque Frances Parker est libérée, celle-ci subit un examen médical, car elle avait la région génitale enflée et rouge. L’examen indique que l'infection dont elle souffre provient de la réutilisation sur plusieurs prisonnières du même tube servant au gavage rectal.

### Témoignage de Ray Strachey
D’un autre point de vue, Ray Strachey, membre de la National Union of Women's Suffrage Societies, une organisation féministe qui quant à elle encourageait le recours à des méthodes constitutionnelles et dont l'engagement suffragiste est contemporain des actions de la WSPU, blâme les féministes de cette association pour les traitements qu’elles recevaient en prison. Elle indique que les suffragettes se débattaient tellement que les autorités n’osaient pas gaver de force les détenues par peur de les blesser. Elle dénonce le fait que le jeûne des prisonnières continue jusqu’à ce qu’elles soient très affaiblies. L’historienne June Purvis vient appuyer les propos de Ray Strachey en nommant dans son article « The prison experiences of the suffragettes in Edwardian Britain » que l’image d’une femme hystérique cherchant volontairement cette torture fut largement grossie par les historiens masculins voulant ridiculiser le WSPU et ses politiques.

### Le cas de Constance Lytton
Le cas de Constance Bulwer-Lytton est particulier. Cette dame de haute classe anglaise avait décidé de se faire passer pour une ouvrière sous le nom de Jane Warton pour ne pas subir de traitement de faveur dû à son rang social. Elle fut arrêtée et emprisonnée pour deux semaines sous ce nom en 1910. Lytton choisit de faire une grève de la faim. Elle est alimentée de force huit fois avant que les autorités pénitentiaires se rendent compte de sa véritable identité. Ce traitement, en plus de sa fragilité cardiaque naturelle, lui causa une crise cardiaque qui la laissa partiellement paralysée. 
Ce cas démontre que les différentes classes luttant pour le suffrage des femmes ne recevaient pas le même traitement en prison. Voici comment, sous le pseudonyme de Jane Warton, Lytton témoigne du traitement : 
« Two of the wardresses took hold of my arms, one held my head and one my feet. One wardress helped to pour the food. The doctor leant on my knees as he stooped over my chest to get at my mouth. I shut my mouth and clenched my teeth.... He dug his instrument down on to the sham tooth, it pressed fearfully on the gum. He said if I resisted so much with my teeth, he would have to feed me through the nose. The pain of it was intense and at last I must have given way for he got the gag between my teeth, when he proceeded to turn it much more than necessary until my jaws were fastened wide apart, far more than they could go naturally. Then he put down my throat a tube which seemed to me much too wide and was something like four feet in length. The irritation of the tube was excessive. I choked the moment it touched my throat until it had got down. Then the food was poured in quickly ; it made me sick a few seconds after it was down and the action of the sickness made my body and legs double up, but the wardresses instantly pressed back my head and the doctor leant on my knees. » 

## Des médailles de récompense
Les femmes qui dirigeaient la Women's Social and Political Union ont créé des décorations pour récompenser les grévistes de la faim. Ces médailles étaient décernées lors d'un cocktail organisé après leur libération. Le nombre de barres de métal argenté représentait le nombre de périodes d'emprisonnement.

## Démarches contre l'alimentation forcée

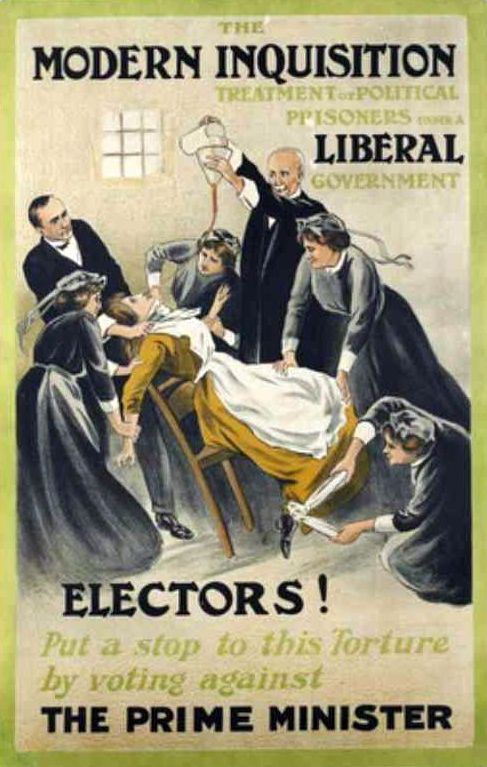
Affiche dénonçant l'alimentation forcée.

### Campagne d'information du WSPU
La Woman's Social and Political Union, désirant faire comprendre au public le traitement que les détenues subissaient en prison lors de grèves de la faim, publia des affiches montrant une femme nourrie de force. Ces images choquèrent grandement le public et suscitèrent l’inquiétude de celui-ci quant aux traitements pénitenciers. Le public, généralement contre les groupes activistes et féministes, lui accorda une attention particulière.  
La pratique d'alimentation forcée devint vite impopulaire dans l'opinion publique britannique. Le gouvernement tenta d’apaiser la colère publique en tentant de régler le problème, notamment par le vote d'une loi destinée à éviter l'alimentation forcée, connue sous le nom de Cat and Mouse Act. 

### Diffusion d'une pétition
Le 25 avril 1912 une pétition demandant la reconnaissance de statut de prisonnières politiques aux suffragettes emprisonnées ainsi que la fin de l’alimentation forcée est transmise au secrétaire d’État, Reginald McKenna. 
Sur cet extrait de la pétition de 1912, offerte par le centre d’Archive national du gouvernement britannique, il est inscrit : 
« To the Right Honourable Reginald McKenna
Secretary of State for the Home Department.
We, the undersigned, earnestly plead, that you will accord to the women suffragists, sentenced in connection with the political :demonstration of last March, the status of political prisoners. Owing to the fact that they are being treated as ordinary common :criminals in Aylesbury Prison, they have adopted the hunger-strike: and we view with horror the attempt to coerce them into submission :by a recourse to the cruel and dangerous practice of forcible feeding.
We urge you to put an end to this treatment, and to accord to political prisoners the conditions which they obtain in all other :civilised countries of the World ».